# Нептун (крылатая ракета)
ПКР Р-360 «Нептун» — украинская дозвуковая маловысотная противокорабельная ракета, предназначенная для поражения кораблей водоизмещением до 5000 тонн, а также наземных целей.
Разработана Киевским конструкторским бюро «Луч» на основе советской ракеты Х-35. «Нептун» отличается от Х-35 бо́льшим размером и большей дальностью, а также новой системой управления.
Может применяться с кораблей, авиации и наземных пусковых установок.

## История создания

### Предусловия
После  аннексии Крыма Российской Федерацией в 2014 году Военно-морские силы Украины потеряли основной корабельный состав, а также береговые ракетные комплексы «Рубеж». Потенциал ВМСУ не позволял противодействовать Черноморскому флоту РФ, в частности, вероятной наступательной операции РФ, включая высадку десанта на украинский берег, а также угрозе морской блокады.
В то же время, после 2014 года Россия существенно нарастила военные силы в Крыму. На территории Крыма была развёрнута противокорабельная система обороны, которая включает в себя подсистему обнаружения надводных кораблей с дальностью до 500 км; подсистему автоматизированного управления и выдачи целеуказания; подсистему огневого поражения с дальностью до 350 км, которая оперирует дивизионами ПКР «Бал», «Бастион», БРК «Утёс», а также кораблями, подводными лодками и морской авиацией ВС РФ.
Вопрос построения собственного противокорабельного ракетного комплекса был критически важным для Украины, поскольку комплекс может обеспечить контроль территориальных вод и протоков, защитить военно-морские базы, береговые объекты и инфраструктуру побережья, а также противостоять высадке российского морского десанта как вероятного противника.

### Разработка
Работы над ракетой начались в 2014 году. Впервые была представлена на выставке «Оружие и оборона» в Киеве в 2015 году и была создана на основе конструкторских решений советской противокорабельной ракеты Х-35. Первые испытания состоялись 22 марта 2016 года.
Согласно информации из открытых источников, по состоянию на весну 2016 изготовлены первые лётные образцы крылатой ракеты. Производство перспективного ракетного вооружения происходит при кооперации с другими украинскими предприятиями, в том числе с Харьковским авиационным заводом, предприятием «Мотор Сич». В 2016 году сообщалось о возможной разработке трёх модификаций ракетного комплекса «Нептун»: корабельного, наземного и воздушного базирования. Разработчиком комплекса было названо государственное киевское конструкторское бюро «Луч». Было названо также назначение ракеты — поражение боевых надводных кораблей и транспортных судов из состава ударных групп (конвоев) или движущихся одиночно водоизмещением до 5000 тонн.
По данным Валерия Павлюкова, президента корпорации «Таско», в середине 2017 года было проведено испытание ракеты параллельно с испытаниями ракет «Ольха». В отличие от «Ольхи», испытания и возможности ракеты «Нептун» не афишировали.
| Дата                | Цель пуска |
| ------------------- | --- |
| январь 2018 года    | Бросковое испытание ракеты, проверка работы стартового и маршевого двигателей                                                                                       |
| 5 декабря 2018 года | Проверка дальности полёта ракеты, управления и точности наведения. Уничтожена цель на расстоянии 280 км                                                             |
| 5 апреля 2019 года  | Очередные испытания ракеты и проверка работы пусковой установки на базе автомобиля Краз. Ракета пролетела 225 км по сложной траектории, снижаясь с 300 до 10 метров |

Генеральный директор конструкторского бюро «Луч» Олег Коростелёв отметил, что ракетный комплекс удалось создать за 2,5 года в условиях ограниченных финансовых ресурсов, ЖК-360МЦ «Нептун» использует преимущественно украинские комплектующие, в частности, двигатель, инерциальную навигационную систему, радиолокационную головку самонаведения и систему связи.
23 августа 2020 года указом министра обороны Украины ракетный комплекс «Нептун» был принят на вооружение Вооруженными силами Украины.
20 октября 2020 года министр обороны Андрей Таран сообщил о перераспределении финансовых средств с целью закупки одного дивизиона «Нептун» в ближайшее время, до конца 2020 года.
15 марта 2021 года опытные образцы комплекса РК-360МЦ «Нептун» передали военно-морским силам Украины.
На параде в честь 30-летия независимости Украины впервые были продемонстрированы первые серийные образцы, входящие в состав комплекса, несколько пусковых установок, несколько транспортно-заряжающих машин, несколько транспортных машин и командный пункт, установленные на чешские спецшасси «Tatra».

## Тактико-технические характеристики
- Длина:
  - корабельного, берегового, вертолётного базирования: 5,5 м[12]
- Размах крыла: 1,33 м
- Диаметр ракеты: 0,38 м
- Стартовая масса: 870 кг
- Двигатель: ТРДД МС-400[укр.][13]
- Топливо: авиакеросин
- Система наведения: активная радиолокационная ГСН
- Боевая часть: осколочно-фугасная проникающего типа
- Масса боевой части: 150 кг
- Дальность пуска: до 280 км
- Высота полёта:
  - на маршевом участке: 10—300 м
  - на конечном участке: 3—10 м
- Скорость полёта: 0,8—0,85 М

## Комплекс РК-360МЦ

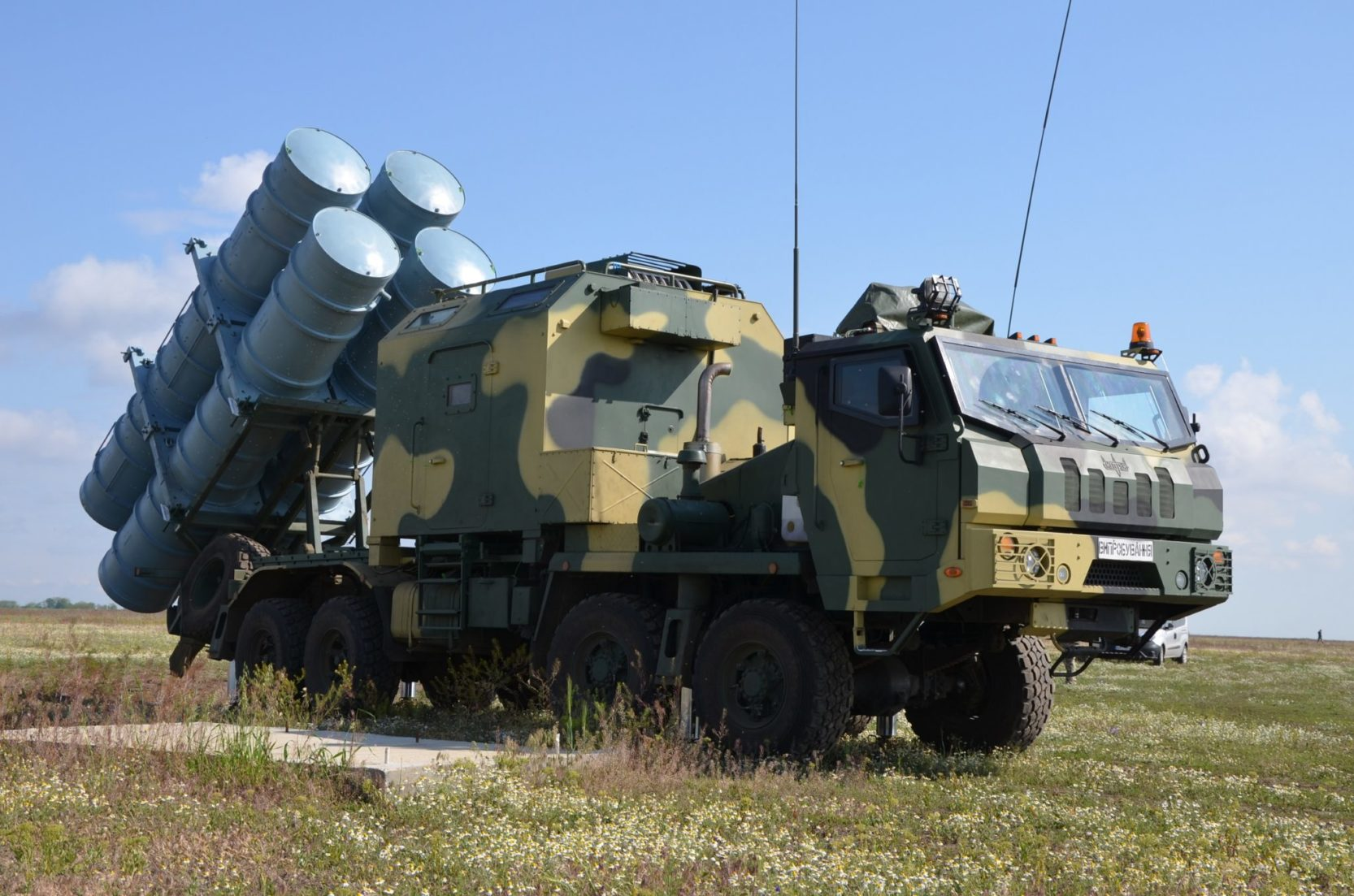
Береговой комплекс РК-360МЦ, 26 мая 2020 года

Береговой комплекс РК-360МЦ обеспечивают возможность залпа сразу 24 крылатых ракет по разным целям с интервалом от 3 до 5 сек.
На вооружении комплекса может находиться до 72 ракет Р-360, по четыре в пусковой установке, транспортно-заряжающей машине и столько же на транспортной машине.
В состав комплекса входит
- 6 пусковых установок УСПУ-360
- Командный пункт РКП-360 для управления всем комплексом
- 6 транспортно-заряжающих машин ТЗМ-360 с транспортно-пусковыми контейнерами ТПК-360
- 6 транспортных машин ТМ-360 для перевозки дополнительных четырёх контейнеров с ракетами Р-360[14][15][16][17]

## Галерея

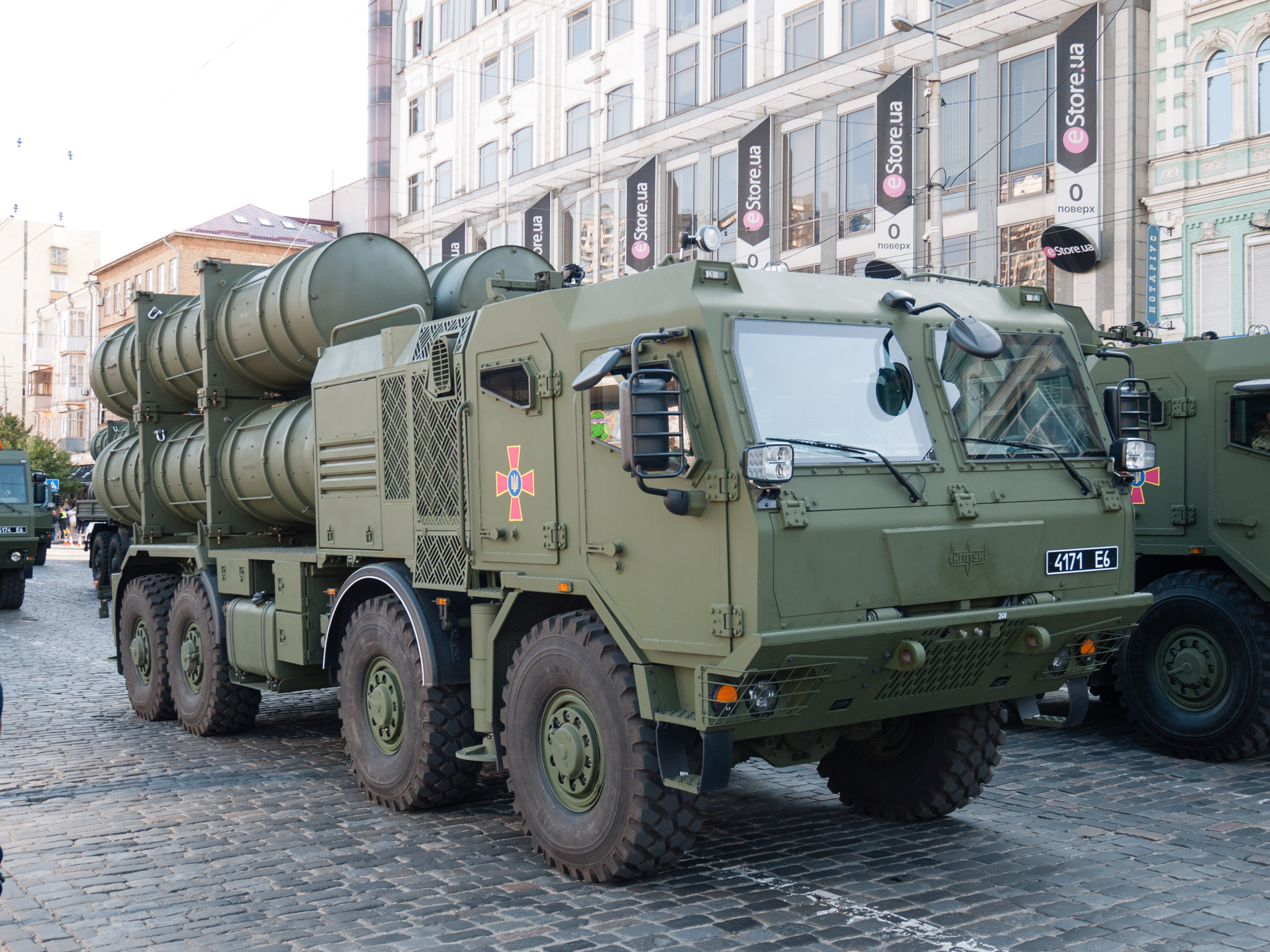
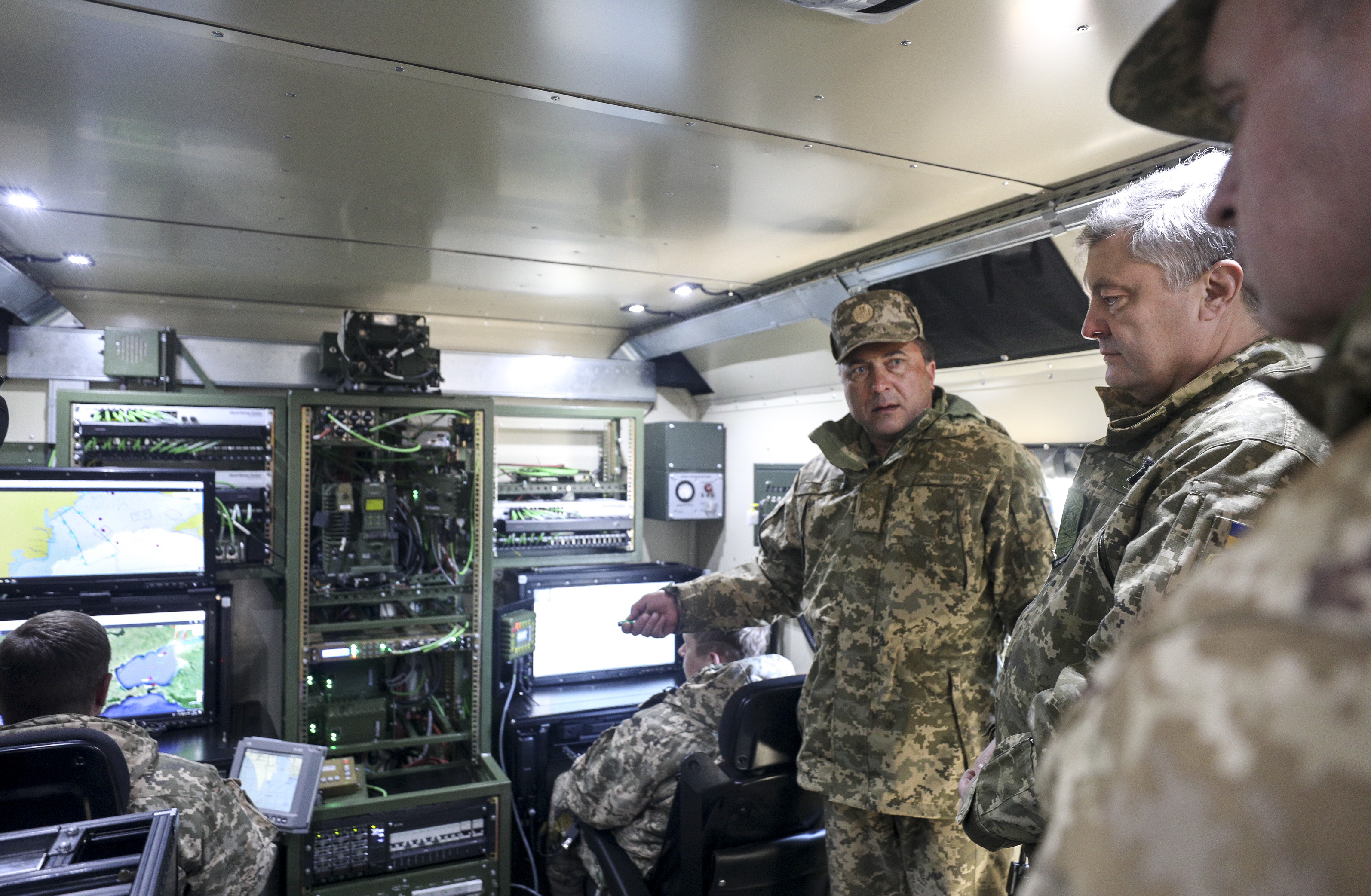
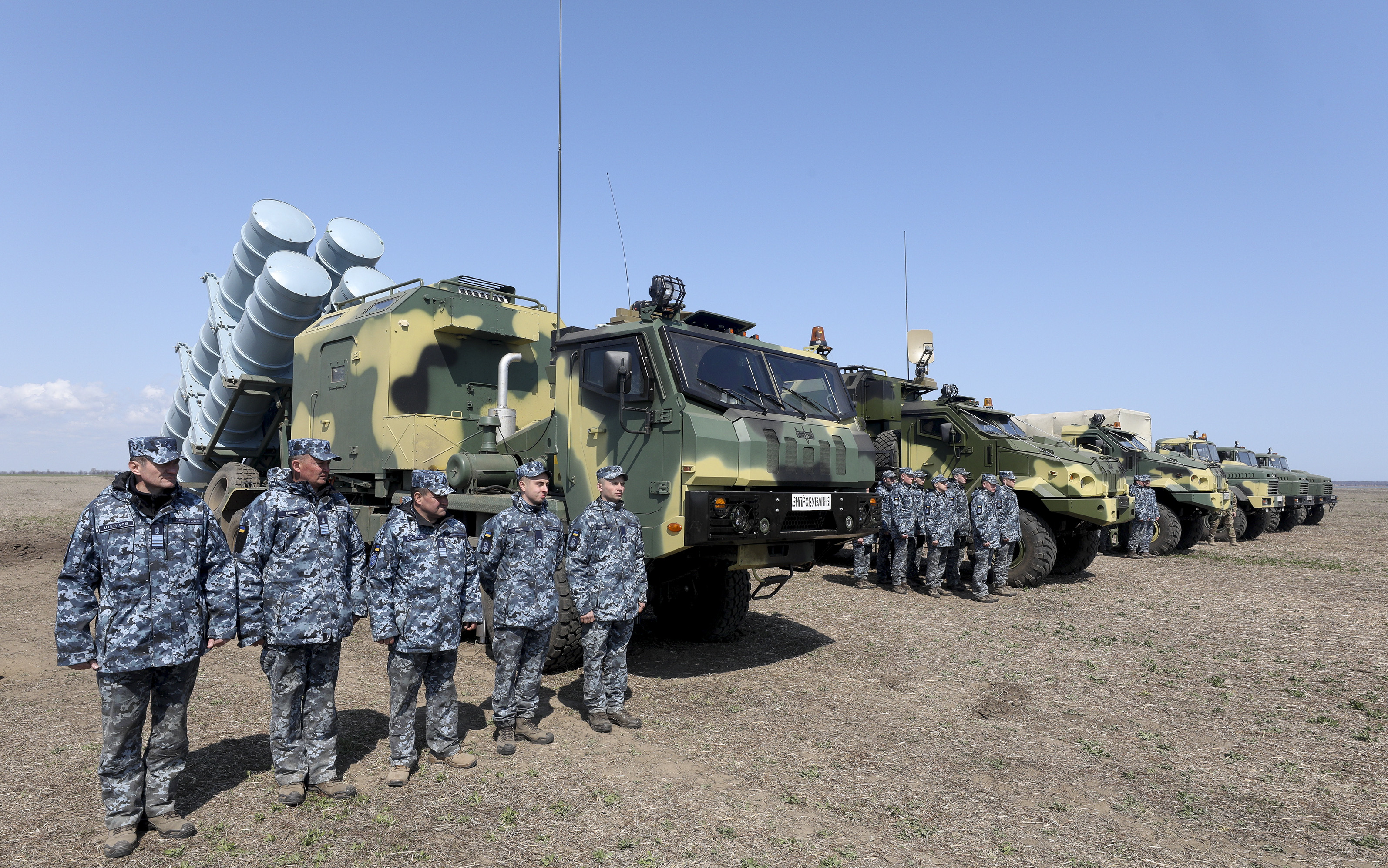
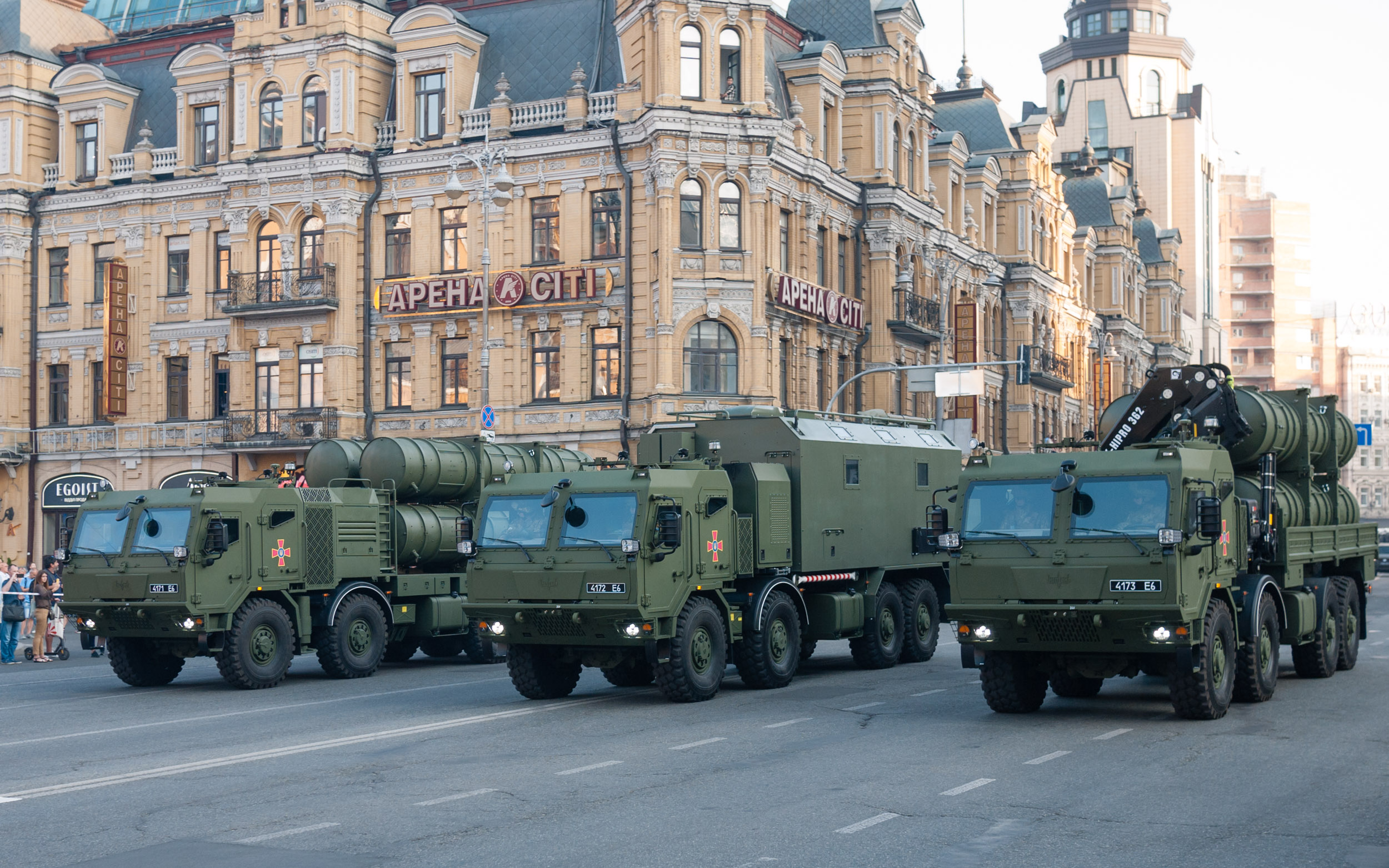
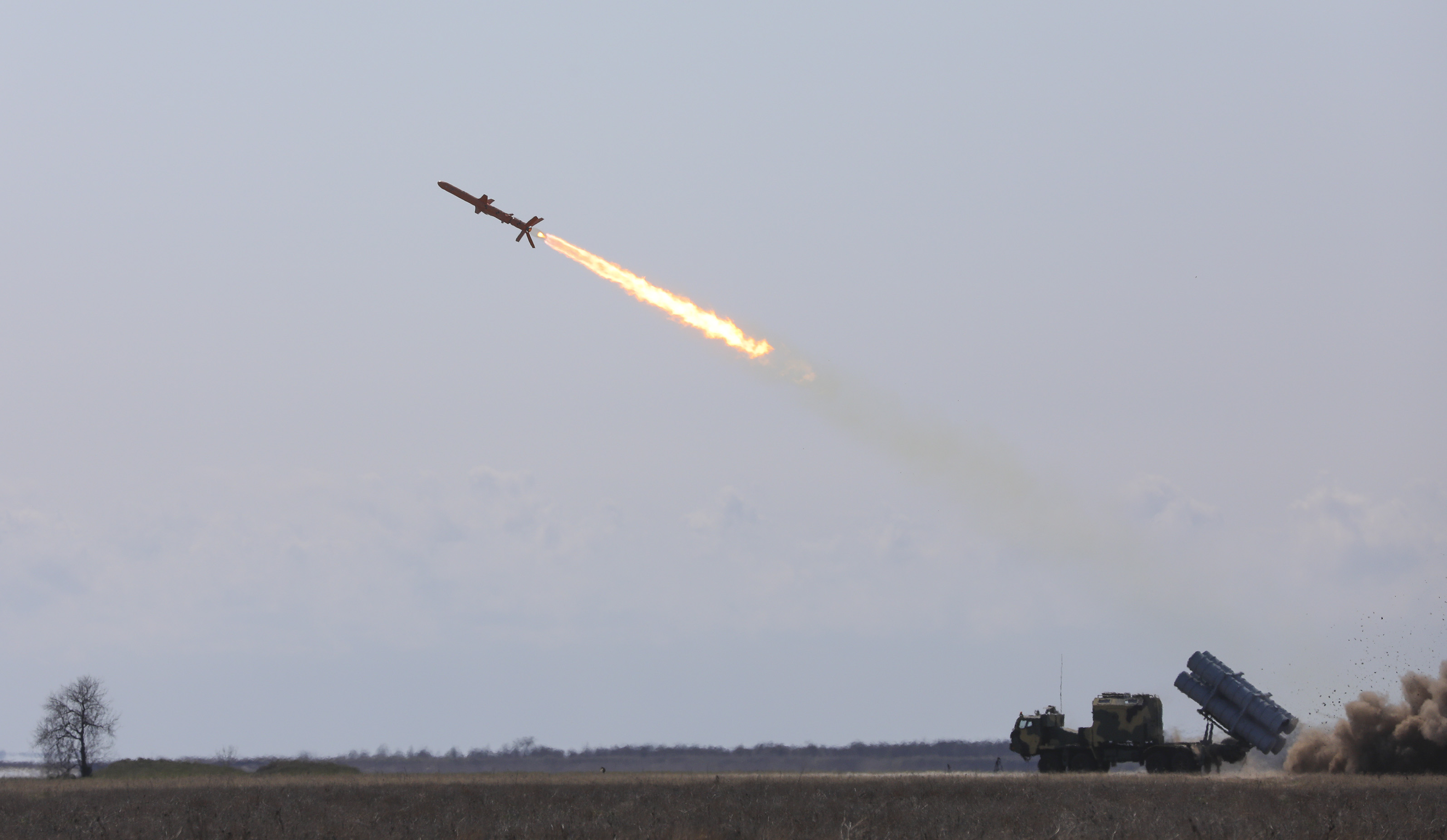

## Операторы
Украина — 1 комплекс РК-360МЦ (по данным военного статистического бюллетеня «The Military Balance» за 2022 год) или до 20 пусковых установок (по данным интернет-издания «19FortyFive»).

## Сравнение с аналогами
| Параметры                       | Ракета «Нептун»               | Ракета Х-35 (2003)            | Ракета Х-35У (2015)                       | Ракета «Гарпун» D2 (2009)     |
| ------------------------------- | ----------------------------- | ----------------------------- | ----------------------------------------- | ----------------------------- |
| Дальность                       | до 280 км                     | до 130 км                     | до 260 км                                 | до 280 км                     |
| Вес (c ускорителем)             | 870 кг                        | 600 кг                        | 670 кг                                    | 742 кг                        |
| Масса БЧ                        | 150 кг                        | 145 кг                        | 145 кг                                    | 235 кг                        |
| Калибр                          | 380 мм                        | 420 мм                        | 420 мм                                    | 340 мм                        |
| Длина (с ускорителем)           | 5,05 м                        | 4,40 м                        | 4,40 м                                    | 5,18 м                        |
| Наведение (марш)                | инерциальное с GPS-коррекцией | инерциальное                  | инерциальное с ГЛОНАСС-коррекцией         | инерциальное с GPS-коррекцией |
| Наведение (на конечном участке) | активная радиолокационная ГСН | активная радиолокационная ГСН | активная и пассивная радиолокационная ГСН | активная радиолокационная ГСН |
| Атака наземных целей            | есть                          | нет                           | есть                                      | есть                          |

## Боевое применение
13 апреля 2022 года, в ходе полномасштабного российского вторжения, Военно-морские силы Украины нанесли удар двумя крылатыми ракетами «Нептун» по российскому ракетному крейсеру «Москва». В результате на крейсере вспыхнул пожар и произошла детонация боекомплекта. Крейсер затонул.
23 августа 2023 года ВСУ нанесли успешный удар модифицированными ракетами «Нептун» по батарее С-400, расположенной на мысе Тарханкут, 14 сентября, по данным ВСУ — по С-400 возле Евпатории в Крыму, удар был нанесен модифицированной крылатой ракетой «Нептун» дальностью до 400 км.
26 марта 2024 года Украина нанесла удар ракетой по захваченному Россией в 2014 году десантному кораблю «Константин Ольшанский», корабль был поврежден и с этого момента небоеспособен. Так же в тот день данными ракетами был нанесён удар по БДК «Азов», БДК «Ямал» и разведывательному кораблю «Иван Хурс», в результате атаки корабли были серьёзно повреждены.